# 시노백 바이오테크
시노백 바이오테크(Sinovac Biotech Ltd., 중국어: 北京科兴生物制品有限公司, 나스닥: SVA)는 인간의 감염병으로부터 보호하는 백신의 연구, 개발, 제조, 상용화에 초점을 둔 중국의 생체의약품 기업이다. 이 기업은 베이징 하이뎬구에 위치해 있다. 이 기업은 NASDAQ에 상장되어 있으나 백지위임장투쟁으로 인해 주식거래소는 2019년 2월 시노백의 거래를 중단하였다.